# بانک ایواتی
بانک ایواتی (انگلیسی: Bank of Iwate) شرکت خدمات مالی و بانکداری ژاپنی است، که در سال ۱۹۳۲ تأسیس شد.